# Càmfora

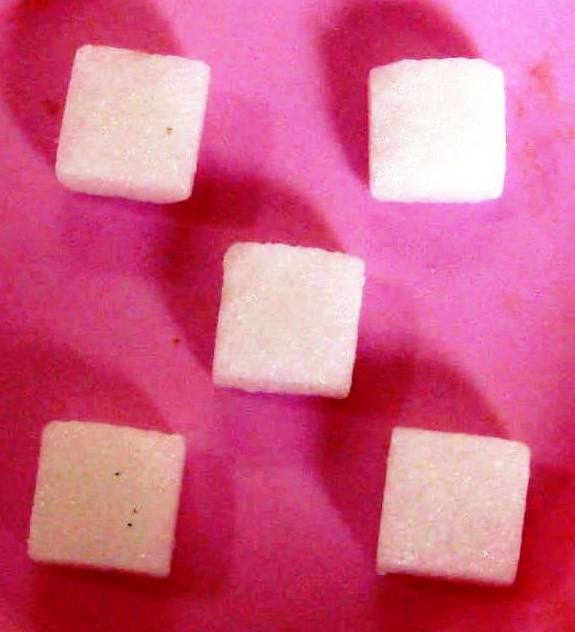
Cubs de càmfora

La càmfora és una cetona terpènica de fórmula C10H16O que s'extreu de la fusta del camforer, així com de moltes altres plantes, o bé es produeix artificialment. Té dos enantiòmers, la R-càmofra i la D-càmfora, i és volàtil a temperatura ambient.
Alguns dels seus usos actuals són com a repel·lent de les arnes, com a antimicrobial, en l'embalsamament, en pirotècnia, com a rubefaent i com a plastificant del nitrat de cel·lulosa.